# 布盧芒廷萊克 (紐約州)
布盧芒廷萊克（英語：Blue Mountain Lake）是位於美國紐約州漢密爾頓縣的非建制地區。

## 歷史
布盧芒廷萊克的郵局自1879年營運至今。

## 地理
布盧芒廷萊克所處的海拔為高於海平面556米（即1824英呎），而該地所採用的時區為UTC-5，即北美东部时区（EST）。同時該地設有夏令時間，為UTC-5調快一小時，即UTC-4（EDT）。